# Рајне
Рајне (њем. Rheine) град је у њемачкој савезној држави Северна Рајна-Вестфалија. Једно је од 24 општинска средишта округа Штајнфурт. Према процјени из 2010. у граду је живјело 76.472 становника. Посједује регионалну шифру (AGS) 5566076, NUTS (DEA37) и LOCODE (DE RHE) код.

## Географски и демографски подаци
Рајне се налази у савезној држави Северна Рајна-Вестфалија у округу Штајнфурт. Град се налази на надморској висини од 35 метара. Површина општине износи 144,9 km². У самом граду је, према процјени из 2010. године, живјело 76.472 становника. Просјечна густина становништва износи 528 становника/km².

## Међународна сарадња
| Мјесто  | Држава      | Врста сарадње | Од    |
| ------- | ----------- | ------------- | ----- |
| Леирија | Португалија | партнерство   | 1996. |
| Борне   | Холандија   | партнерство   | 1983. |
| Тракај  | Литванија   | партнерство   | 1996. |
| Извор   |             |               |       |